# Соломон Смолянов
Саломон Смолянов (березень 1899—1976) — єврейський фальшивомонетник, що вижив під час Голокосту і вимушено брав участь в операції «Бернгард». У фільмі «Фальшивомонетники», що базувався на спогадах Адольфа Бургера (фільм отримав «Оскар» за найкращий фільм іноземною мовою від Австрії у 2008 році). персонаж було перейменовано в Саломона «Саллі» Соровича. Героя грає Карл Марковіц, австрійський актор сцени і телебачення.

## Життя
Саломон Смолянов народився в єврейській родині в Кременчуці, Україна. Він навчався живопису в Російській імперії, але йому довелося залишити країну в 1922 році, тому що його батьки були проти Жовтневого перевороту. Він їздив по Європі, був одружений в Італії, і, нарешті, спробував почати нове життя в Німеччині, де він зустрів фальшивомонетника і вирішив сам стати ним. На нього був оголошений розшук кількома європейськими поліціями до початку Другої світової війни. 1939 року Бернгард Крюгер, майбутній штурмбаннфюрер СС, керівник операції Бернхард, посадив його за ґрати. Саломон був відправлений до концентраційного табору Маутхаузен, і зробив себе корисним у службі СС як портретист і художник. Він був обраний для операції Бернхард, переведений до концтабору Заксенгаузен у 1944 році, а потім до філії Маутгаузену,, де він був звільнений американською армією 6 травня 1945 року. Всі сліди майстра-фальшивомонетника Смолянова були загублені після його звільнення. Незабаром він був у списках міжнародного розшуку як фальшивомонетник, але також, вважається, як підроблювач документів для еміграції євреїв до Палестини.
Потім він емігрував до Уругваю, де він підробляв російські ікони. Уругвайська поліція у  1950-х роках вийшла на його слід і Смолянов переїхав до Бразилії, де він зайнявся іграшковим бізнесом.
Смолянов помер у Порту-Алегрі на півдні Бразилії у 1976 році. Подейкують, що він провів свої останні роки за написанням портретів і створенням іграшок.